# Anne… la maison aux pignons verts (série télévisée d'animation, 1979)
Pour les articles homonymes, voir Anne... la maison aux pignons verts (homonymie) et Anne of Green Gables.
Anne… la maison aux pignons verts ou Anne aux pignons verts au Québec, (赤毛のアン, Akage no An, litt. « Anne aux cheveux roux ») est une série animée adaptée du roman Anne… la maison aux pignons verts de la canadienne Lucy Maud Montgomery.
L'anime fut réalisé par Isao Takahata, le scene design et layout par le jeune Hayao Miyazaki (qui quitte la production de la série après le quinzième épisode), et le character design par Yoshifumi Kondo, qui est aussi le directeur de l'animation de la série.
Produite par Nippon Animation en 1979 dans le cadre du World Masterpiece Theater, elle est diffusée du 7 janvier au 30 décembre 1979 sur Fuji TV au Japon. Elle comprend en tout cinquante épisodes. Elle a été exportée dans plusieurs autres pays asiatiques, en Europe ainsi qu'au Canada où elle a été diffusée à partir du 3 septembre 1989 à la Télévision de Radio-Canada (sous le titre du roman et de la série dans les publications télé-horaire),. Elle sort en DVD en France en 2008 sous le nom Anne… la maison aux pignons verts chez l'éditeur LCJ. Tout comme le roman, la série reste très populaire au Japon. En France, la série animée n'a connu que de rares diffusions, notamment sur Canal J en 1989.
En 2008, Studio 100 fait acquisition de la société allemande EM.Entertainment qui était jusqu'alors propriétaire de la série télévisée,.
Depuis le 29 juin 2015, l'intégralité de la série est disponible en version française sur Youtube via la chaine Studio100 KIDS Français.

## Distribution

### Voix originales
- Eiko Yamada : Anne Shirley
- Fumie Kitahara : Marilla Cuthbert
- Michio Hazama : Narrateur
- Ryūji Saikachi : Matthew Cuthbert
- Gara Takashima : Diana Barry
- Miyoko Asō : Rachel Lynde
- Junko Hori : Josie Pye
- Sanae Takagi : Jane Andrews
- Kazuhiko Inoue : Gilbert Blythe

### Voix québécoises
- Sophie Léger : Anne Shirley
- Dyne Mousso : Marilla Cuthbert
- Pierre Chagnon : Narrateur
- Gérard Delmas : Matthew Cuthbert
- Violette Chauveau : Diana Barry
- Arlette Sanders : Rachel Lynde
- Johanne Léveillé : Josie Pye
- Gilbert Lachance : Gilbert Blythe

 Source et légende : version québécoise (VQ) sur Doublage.qc.ca

## Liste des épisodes
| No | Titre français                                     | Titre japonais                    | Titre japonais                                   | Date de 1re diffusion |
| No | Titre français                                     | Kanji                             | Rōmaji                                           | Date de 1re diffusion |
| --- | -------------------------------------------------- | --------------------------------- | ------------------------------------------------ | --------------------- |
| 1 | La surprise de Mattew                              | マシュウ・カスバート驚く          | Mashū kasubāto odoroku                           | 7 janvier 1979        |
| L'histoire se passe à la fin du XIXe siècle, sur l'île du Prince Edward. Matthew et Marilla Cuthbert, frère et sœur, vivent ensemble. Ils décident d'adopter un petit garçon pour aider Matthew dans ses tâches quotidiennes. Quelle n'est la surprise de celui-ci, lorsqu'allant chercher l'enfant à la gare, il découvre que c'est une petite fille qui l'attend…      |                                                    |                                   |                                                  |                       |
| 2 | La surprise de Marilla                             | マリラ・カスバート驚く            | Marira kasubāto odoroku                          | 14 janvier 1979       |
| Matthew revient avec Anne aux pignons verts. En découvrant l'enfant, Marilla, à la fois surprise et stupéfaite, décide de ramener la fillette à l'orphelinat. Anne, extrêmement déçue et chagrinée, aimerait rester et ne peut s'empêcher de pleurer… |                                                    |                                   |                                                  |                       |
| 3 | Une matinée à la maison                            | グリーン・ゲイブルズの朝          | Gurīn geiburuzu no asa                           | 21 janvier 1979       |
| En attendant que Marilla reconduise l'enfant, Anne passe une matinée aux Pignons verts. Marilla, discutant avec l'enfant, se montre de plus en plus intéressée par elle. Matthew aimerait qu'elle reste mais n'ose s'opposer à la décision de sa sœur… |                                                    |                                   |                                                  |                       |
| 4 | L'histoire d'Anne                                  | アン・生い立ちを語る              | An oitachi o kataru                              | 28 janvier 1979       |
| Sur le chemin qui les emmène, Anne confie à Marilla son passé et lui raconte son histoire… |                                                    |                                   |                                                  |                       |
| 5 | La décision de Marilla                             | マリラ・決心する                  | Marira kesshin suru                              | 4 février 1979        |
| Arrivées chez Madame Spencer, Marilla lui demande à ce qu'Anne rejoigne l'orphelinat et qu'ils adoptent un garçon. Confuse de cette erreur, Madame Spencer, propose à Madame Blewett, qui arrive au même moment et cherche une aide, de prendre l'enfant avec elle… |                                                    |                                   |                                                  |                       |
| 6 | La maison aux pignons verts                        | グリーン・ゲイブルズのアン        | Gurīn geiburuzu no An                            | 11 février 1979       |
| Marilla apprend à Anne qu'elle va rester aux Pignons verts; elle est folle de joie… |                                                    |                                   |                                                  |                       |
| 7 | La stupeur de Madame Lynde                         | レイチェル夫人恐れをなす          | Reicheru fujin osore o nasu                      | 18 février 1979       |
| Une voisine, Madame Lynde, vient rendre visite à Marilla. En voyant Anne, elle fait des remarques désobligeantes sur sa chevelure et son physique ; folle de colère et attristée, la petite fille se révolte et ne manque pas de riposter en la critiquant vertement. Marilla exige qu'Anne aille s'excuser auprès d'elle malgré le refus catégorique de cette dernière… |                                                    |                                   |                                                  |                       |
| 8 | L'école du dimanche.                               | アン・日曜学校へ行く              | An nichiyō gakkōheiku                            | 25 février 1979       |
| Marilla, prise d'un mal de tête, ne peut accompagner Anne à la messe et à l'école du dimanche. Elle laisse finalement l'enfant y aller seule. Sur le chemin, Anne cueille quelques fleurs dont elle égaie son chapeau… |                                                    |                                   |                                                  |                       |
| 9 | Le serment                                         | おごそかな誓い                    | Ogosokana chikai                                 | 4 mars 1979           |
| Marilla emmène Anne chez les Barry, proches voisins, qui ont une petite fille de son âge, Diana ; Anne très impatiente de la rencontrer, fait sa connaissance… |                                                    |                                   |                                                  |                       |
| 10 | Anne joue avec son amie                            | アン・心の友と遊ぶ                | An kokoro no tomo to asobu                       | 11 mars 1979          |
| Anne va rendre visite à son amie Diana. Les petites filles passent la journée à jouer ensemble… |                                                    |                                   |                                                  |                       |
| 11 | Marilla perd sa broche                             | マリラ・ブローチをなくす          | Marira burōchi o nakusu                          | 18 mars 1979          |
| Anne est très excitée à l'idée de participer au pique-nique de l'école du dimanche. Marilla, quant à elle, a égaré sa broche. Anne, émerveillée par le bijou, avoue l'avoir essayé puis reposé. Marilla ne la retrouvant pas, pense que l'enfant lui ment et la consigne dans sa chambre…                                                                                |                                                    |                                   |                                                  |                       |
| 12 | Les aveux d'Anne                                   | アン・告白をする                  | An kokuhaku o suru                               | 25 mars 1979          |
| Afin de pouvoir aller au pique-nique, Anne avoue finalement à Marilla qu'elle a égaré l'objet. Marilla décide alors de punir l'enfant et de ne pas la laisser y participer… |                                                    |                                   |                                                  |                       |
| 13 | Anne va à l'école                                  | アン・学校へ行く                  | An gakkōheiku                                    | 1er avril 1979        |
| Premier jour de classe pour Anne : elle fait connaissance avec son nouvel instituteur et se fait de nouveaux petits camarades… |                                                    |                                   |                                                  |                       |
| 14 | Problèmes dans la classe                           | 教室騒動                          | Kyōshitsu sōdō                                   | 8 avril 1979          |
| Trois semaines après la rentrée des classes, un élève rejoint les rangs : Gilbert Blythe, de retour de voyage chez ses cousins. Farceur et taquin vis-à-vis des filles, il surnomme un jour d'école Anne "poil de carottes". Prise de colère, Anne lui casse une ardoise sur la tête et est punie par l'instituteur…                                                     |                                                    |                                   |                                                  |                       |
| 15 | L'arrivée de l'automne                             | 秋の訪れ                          | Aki no otozure                                   | 15 avril 1979         |
| Cela fait une semaine qu'Anne ne va plus à l'école. Marilla, qui espère intérieurement que la petite fille voudra bientôt en reprendre le chemin, profite pour parfaire son éducation et lui apprendre la cuisine… |                                                    |                                   |                                                  |                       |
| 16 | L'heure du thé                                     | ダイアナをお茶に招く              | Daiana o ocha ni maneku                          | 22 avril 1979         |
| Marilla doit s'absenter et propose à Anne de faire venir Diana aux pignons verts pour prendre le thé avec elle ; ravie, celle-ci se rend chez son amie pour l'inviter… |                                                    |                                   |                                                  |                       |
| 17 | Anne retourne à l'école                            | アン・学校へもどる                | An gakkō e modoru                                | 6 mai 1979            |
| Anne est désespérée après le malheureux incident survenu lors de la visite de Diana ; celle-ci, tout aussi chagrinée de ne plus pouvoir fréquenter son amie, vient lui rendre une dernière visite aux pignons verts en lui expliquant que sa mère ne veut plus qu'elle lui parle ni ne joue avec elle. Anne, dépitée, décide de retourner à l'école…                     |                                                    |                                   |                                                  |                       |
| 18 | Anne sauve la vie de Minnie May                    | アン、ミニー・メイを救う          | An, minī mei o sukuu                             | 13 mai 1979           |
| Un soir d'hiver, alors que Marilla, partie à quarante kilomètres de là assister au discours du premier ministre venu sur l'Île du Prince Edouard, n'est pas encore de retour, et que Matthew se trouve seul avec Anne, Diana arrive en urgence aux pignons verts pour demander de l'aide : ses parents sont partis et sa petite sœur est malade…                         |                                                    |                                   |                                                  |                       |
| 19 | L'anniversaire de Diana                            | ダイアナの誕生日                  | Daiana no tanjōbi                                | 20 mai 1979           |
| Anne est invitée par son amie Diana à aller à un concert pour son anniversaire puis à passer la nuit chez elle ; Marilla, hostile à cette idée, s'oppose à ce qu'Anne s'y rende mais, à contrecœur, finit finalement par céder… |                                                    |                                   |                                                  |                       |
| 20 | Le retour du printemps                             | 再び春が来て                      | Futatabi harugakite                              | 27 mai 1979           |
| Cela fait tout juste un an qu'Anne est arrivée aux pignons verts. Marilla se sentant migraineuse, Anne décide de ne pas aller à l'école pour l'aider dans ses tâches quotidiennes… |                                                    |                                   |                                                  |                       |
| 21 | Le nouveau ministre du culte                       | 新しい牧師夫妻                    | Atarashī bokushi fusai                           | 3 juin 1979           |
| Anne apprend que Monsieur Philips, le maître d'école, va s'en aller et être remplacé ; parallèlement, un nouveau pasteur Mr Allan, arrive avec sa femme. Anne est charmée par la jeune femme… |                                                    |                                   |                                                  |                       |
| 22 | Une saveur bizarre                                 | 香料ちがい                        | Kōryō chigai                                     | 10 juin 1979          |
| Marilla a invité les Allan à venir prendre le thé aux pignons verts ; Anne attend le jour dit avec impatience et participe aux préparatifs. Pour l'occasion, elle réalise également un gâteau… |                                                    |                                   |                                                  |                       |
| 23 | Anne est invitée pour le thé                       | アン・お茶によばれる              | An ocha ni yoba reru                             | 17 juin 1979          |
| Anne reçoit une invitation de Madame Allan pour venir à son domicile prendre le thé. Elle est tout excitée… |                                                    |                                   |                                                  |                       |
| 24 | Pour l'honneur                                     | 面目をかけた大事件                | Menboku o kaketa daijigen                        | 24 juin 1979          |
| Anne et ses petites camarades sont invitées chez Diana et jouent à se lancer des défis. Lorsqu'une l'une d'entre elles, Josie Pye, demande à Anne de monter et de marcher sur le toit de la maison, celle-ci relève le défi, tombe et se casse la jambe… |                                                    |                                   |                                                  |                       |
| 25 | La lettre à Diana                                  | ダイアナへの手紙                  | Daiana e no tegami                               | 1er juillet 1979      |
| Cela fait plusieurs jours que Diana ne vient pas rendre visite à Anne, toujours immobilisée après son accident et sa blessure à la jambe. Profondément triste, elle se demande la raison de cette absence… |                                                    |                                   |                                                  |                       |
| 26 | Projet de concert                                  | コンサートの計画                  | Konsāto no keikaku                               | 8 juillet 1979        |
| Anne peut enfin retourner à l'école où elle retrouve ses petits camarades et la nouvelle institutrice, Miss Stacy… |                                                    |                                   |                                                  |                       |
| 27 | Matthew et les manches bouffantes                  | マシュウとふくらんだ袖            | Mashū to fukuranda sode                          | 15 juillet 1979       |
| À l'école, les enfants préparent le concert de Noël qu'ils ont décidé d'organiser avec Miss Stacy… |                                                    |                                   |                                                  |                       |
| 28 | Le concert de Noël                                 | クリスマスのコンサート            | Kurisumasu no konsāto                            | 22 juillet 1979       |
| C'est Noël. Matthew offre à Anne la jolie robe. C'est aussi le jour du concert… |                                                    |                                   |                                                  |                       |
| 29 | Anne forme son club d'auteur                       | アン・物語クラブを作る            | An monogatari kurabu o tsukuru                   | 29 juillet 1979       |
| Mademoiselle Stacy demande aux enfants d'écrire une rédaction. Anne, qui n'est jamais à court d'imagination, partage avec Diana l'histoire qu'elle a inventée… |                                                    |                                   |                                                  |                       |
| 30 | Vanité et punition                                 | 虚栄と心痛                        | Kyoei to shintsū                                 | 5 août 1979           |
| Un jour d'absence de Marilla, un marchand ambulant vient proposer ses produits aux pignons verts. Anne finit par se laisser tenter en voyant une lotion censée brunir sa chevelure… |                                                    |                                   |                                                  |                       |
| 31 | La belle au teint de lys                           | 不運な白百合姫                    | Fuun'na shirayurihime                            | 12 août 1979          |
| Alors qu'en jouant avec ses amies à interpréter un personnage de roman, Anne prend place au bord d'une barque et se laisse emporter au fil de l'eau, celle-ci, abîmée prend l'eau… |                                                    |                                   |                                                  |                       |
| 32 | Un hiver mémorable                                 | 生涯の一大事                      | Shōgai no ichidaiji                              | 19 août 1979          |
| Diana apprend à Anne que sa tante les invite toutes les deux à Charlottetown, assister à la foire. Marille accepte de laisser partir Anne… |                                                    |                                   |                                                  |                       |
| 33 | Projets d'avenir                                   | クィーン組の呼びかけ              | Kwīn-gumi no yobikake                            | 26 août 1979          |
| Alors qu'Anne et Diana parlent de projets, elles se disputent… |                                                    |                                   |                                                  |                       |
| 34 | L'école et l'amitié                                | ダイアナとクィーン組の仲間        | Daiana to kwīn-gumi no nakama                    | 9 septembre 1979      |
| Anne et Diana se réconcilient. Lorsqu'Anne lui apprend qu'elle va suivre les cours de Mademoiselle Stacy afin de préparer l'examen d'entrée au collège de Queens, celui-ci lui confie qu'elle n'y participera pas. Anne finit par comprendre que leurs projets sont différents et qu'un jour, leur route devront se séparer…                                             |                                                    |                                   |                                                  |                       |
| 35 | Intrigue avant les vacances                        | 夏休み前の思わく                  | Natsuyasumi mae no omowa ku                      | 16 septembre 1979     |
| Les beaux jours reviennent. Anne est en vacances… |                                                    |                                   |                                                  |                       |
| 36 | L'avenir du club d'auteur                          | 物語クラブのゆくえ                | Monogatari kurabu no yukue                       | 23 septembre 1979     |
| Anne, qui a passé de bons moments avec Diana pendant les vacances, reprend le chemin de l'école. Elle étudie à nouveau ardemment, pensant à l'examen d'entrée qui l'attend… |                                                    |                                   |                                                  |                       |
| 37 | Le printemps de ses quinze ans                     | 十五歳の春                        | Jū go-sai no haru                                | 30 septembre 1979     |
| Cela fait désormais quatre ans qu'Anne est arrivée aux pignons verts. La petite fille est aujourd'hui une belle jeune fille de quinze ans. Voyant le temps passé et l'enfance s'en aller, Marilla ressent de la tristesse… |                                                    |                                   |                                                  |                       |
| 38 | L'examen                                           | 受験番号は13番                    | Juken bangō wa 13-ban                            | 7 octobre 1979        |
| Le grand jour est enfin arrivé. Anne part à Charlottetown passer les épreuves de l'examen tant attendu… |                                                    |                                   |                                                  |                       |
| 39 | Les résultats                                      | 合格発表                          | Gōkakuhahhyō                                     | 14 octobre 1979       |
| Deux semaines se sont écoulées depuis la fin des épreuves. Anne et ses amis, qui ont passé l'examen, attendent les résultats avec angoisse et impatience mais, à leur grande déconvenue, toujours rien d'annoncé dans le journal… |                                                    |                                   |                                                  |                       |
| 40 | La soirée de gala                                  | ホテルのコンサート                | Hoteru no konsāto                                | 21 octobre 1979       |
| Anne, qui a réussi brillamment le concours d'entrée à Queens, est invitée à participer à une soirée de gala pour subventionner l'hôpital de Charlottetown : elle devra réciter un poème… |                                                    |                                   |                                                  |                       |
| 41 | Le départ                                          | クィーン学院への旅立ち            | Kwīn gakuin e no tabidachi                       | 28 octobre 1979       |
| Anne va bientôt quitter les pignons verts pour aller étudier à Queens, à Charlottetown. Les préparatifs commencent… |                                                    |                                   |                                                  |                       |
| 42 | Une nouvelle vie commence                          | 新しい学園生活                    | Atarashii gakuen seikatsu                        | 4 novembre 1979       |
| Anne arrive à Charlottetown et découvre, accompagnée de Matthew, où elle va résider pendant ses études. Celui-ci regagne les pignons verts. Marilla et lui sont très affectés par le départ d'Anne… |                                                    |                                   |                                                  |                       |
| 43 | Un automne bien agréable                           | 週末の休暇                        | Shūmatsu no kyūka                                | 11 novembre 1979      |
| Anne prend le train pour rendre visite à Marilla et Matthew qui attendent son arrivée avec impatience… |                                                    |                                   |                                                  |                       |
| 44 | Loin de chez soi                                   | クィーン学院の冬                  | Kuīn gakuin no fuyu                              | 18 novembre 1979      |
| Anne travaille ardemment à la préparation de ses examens et envoie une lettre à Marilla et Matthew pour leur dire qu'elle ne pourra venir les voir avant le printemps prochain. Peu de temps après, Matthew rencontre de nouveaux soucis avec son cœur… |                                                    |                                   |                                                  |                       |
| 45 | Le rêve de la gloire                               | 栄光と夢                          | Eikō to yume                                     | 25 novembre 1979      |
| Anne a encore réussi brillamment les examens et apprend qu'elle va pouvoir bénéficier de la bourse d'études attribuée chaque année au meilleur étudiant en langues ; elle s'empresse de faire parvenir la nouvelle à Matthew et Marilla… |                                                    |                                   |                                                  |                       |
| 46 | L'amour paternel de Matthew                        | マシュウの愛                      | Mashū no ai                                      | 2 décembre 1979       |
| Anne est de retour aux pignons verts pour trois mois avant de commencer ses études à l'université. Elle s'inquiète pour la santé de Matthew… |                                                    |                                   |                                                  |                       |
| 47 | L'impitoyable toux de la mort                      | 死と呼ばれる刈入れ人              | Shi to yoba reru kariire hito                    | 9 décembre 1979       |
| Un jour, Matthew est pris d'une nouvelle attaque… |                                                    |                                   |                                                  |                       |
| 48 | Adieu Matthew                                      | マシュウ我が家を去る              | Mashū wagaya o saru                              | 16 décembre 1979      |
| Matthew est enterré… |                                                    |                                   |                                                  |                       |
| 49 | Le grand virage                                    | 曲り角                            | Magarikado                                       | 23 décembre 1979      |
| Marilla se rend à Charlottown voir le spécialiste que son médecin lui a recommandé pour ses yeux… |                                                    |                                   |                                                  |                       |
| 50 | Tout est pour le mieux dans le meilleur des mondes | 神は天にいまし すべて世は事もなし | Kami wa ten ni imashi subete yo wa koto mo nashi | 30 décembre 1979      |
| Anne a finalement décidé de ne pas aller à l'université et de rester près de Marilla pour enseigner. Elle apprend par Madame Lynde que Gilbert Blythe a renoncé, pour lui céder sa place, à son poste à Avonlea… |                                                    |                                   |                                                  |                       |